# Warrasqueoc
Warrasqueoc (Warraskoyak, Wàrrasqueak) /od wáraskík =swamp in a depresion,/  nekadašnje pleme konfederacije Powhatan koje je u ranom 18. stoljeću živjelo na južnoj obali James Rivera na području današnjeg okruga Isle of Wight u američkoj državi Virginia. Njihovo glavno selo bilo je 1608. smješteno na ušću Warrasqueoc Creeka. Kultura Warrasqueoc Indijanaca tipična je onoj kod ostalih Powhatana. Njihova sela bila su kružnog oblika i zaštićena palisadama (vidi sliku[neaktivna poveznica]).

## Vanjske poveznice
- The Warraskoyack Tribe